# Morinoideae
Morinoideae es una subfamilia de la familia Caprifoliaceae. El género tipo es: Morina L.

## Géneros
- Acanthocalyx (DC.) Tiegh.
- Cryptothladia (Bunge) M. J. Cannon
- Morina L.